# Szószosz
Szószosz (i. e. 2. század) görög mozaikművész.
Pergamonban élt, a hellenizmus érett szakaszában a városban felvirágzó színes mozaikművészet mestere volt. Két híres műve („Edény szélén ülő galambok", az egyik iszik és árnyékot vet a vízre; „Lakoma-maradványok", elszórva a mozaikpadlón).